# Lijst van voetbalinterlands Belize - Costa Rica (vrouwen)
Deze lijst van voetbalinterlands is een overzicht van alle officiële voetbalinterlands tussen de nationale vrouwenteams van Belize en Costa Rica. De landen hebben tot nu toe één keer tegen elkaar gespeeld.

## Wedstrijden
| № | Plaats   | Datum        | Competitie                       | Wedstrijd           | Uitslag |
| - | -------- | ------------ | -------------------------------- | ------------------- | ------- |
| 1 | San José | 6 maart 2013 | Centraal-Amerikaanse Spelen 2013 | Costa Rica − Belize | 14 − 0  |

## Samenvatting
| Competitie                  | Totaal gespeeld | Winst Belize | Gelijk | Winst Costa Rica | Doelsaldo Belize – Costa Rica |
| --------------------------- | --------------- | ------------ | ------ | ---------------- | ----------------------------- |
| Centraal-Amerikaanse Spelen | 1               | 0            | 0      | 1                | 0 − 14                        |
| Totaal                      | 1               | 0            | 0      | 1                | 0 − 14                        |